# Pietroșița
Pietroșița es una comuna ubicada en el distrito de Dâmbovița, Rumania.

## Superficie
Posee una superficie de 27,07 kilómetros cuadrados.

## Demografía
Hasta 2021 la población era de 3006 habitantes, con una densidad de población de 111,0 habitantes por kilómetro cuadrado.